# 大急流城 (北達科他州)
大急流城（英語：Grand Rapids）是位於美國北達科他州拉穆爾縣的非建制地區。

## 歷史
大急流城的郵局於1880年設立，其後於1966年停運。

## 地理
大急流城所處的海拔為高於海平面403米（即1322英呎），而該地所採用的時區為UTC-6，即北美中部时区（CST）。同時該地設有夏令時間，為UTC-6調快一小時，即UTC-5（CDT）。